# Liste der Kulturgüter in Endingen
Die Liste der Kulturgüter in Endingen enthält alle Objekte in der Gemeinde Endingen im Kanton Aargau, die gemäss der Haager Konvention zum Schutz von Kulturgut bei bewaffneten Konflikten, dem Bundesgesetz vom 20. Juni 2014 über den Schutz der Kulturgüter bei bewaffneten Konflikten sowie der Verordnung vom 29. Oktober 2014 über den Schutz der Kulturgüter bei bewaffneten Konflikten unter Schutz stehen.
Objekte der Kategorien A und B sind vollständig in der Liste enthalten, Objekte der Kategorie C fehlen zurzeit (Stand: 1. Januar 2023). Unter übrige Baudenkmäler sind weitere geschützte Objekte zu finden, die in der Bau- und Nutzungsordnung der Gemeinde verzeichnet und nicht bereits in der Liste der Kulturgüter enthalten sind.

## Kulturgüter
| Foto | | Objekt                                                                   | Kat. | Typ | Standort                                                | Beschreibung |
| ---- | --- | ------------------------------------------------------------------------ | ---- | --- | ------------------------------------------------------- | ------------ |
| ja   | Datei hochladen · Wikidata zu Judenfriedhof (Q1716665)                                               | Judenfriedhof KGS-Nr.: 00103                                             | A    | G   | Judenfriedhof 665550 / 265050                           |              |
| ja   | Datei hochladen · Wikidata zu Synagoge Endingen (Q684461)                                            | Synagoge KGS-Nr.: 00104                                                  | A    | G   | Hintersieg 664084 / 265469                              |              |
| ja   | Datei hochladen · Wikidata zu Jüdisches Badehaus (Q29575952)                                         | Jüdisches Badehaus KGS-Nr.: 15356                                        | B    | G   | Mühleweg 1 664209 / 265426                              |              |
| BW   | Datei hochladen · Wikidata zu Spätbronzezeitliche Urnengräber (Q105378008)                           | Spätbronzezeitliche Urnengräber KGS-Nr.: 15357                           | B    | F   | Rankstrasse 17–23 663951 / 265800                       |              |
| ja   | Datei hochladen · Wikidata zu Untere Surbbrücke (Q29575958)                                          | Untere Surbbrücke (1843) KGS-Nr.: 15358                                  | B    | G   | Winkelstrasse / Hirchengasse 664154 / 265635            |              |
| ja   | Datei hochladen · Wikidata zu Wohnhaus (ehemalige Hufschmiede) (Q29575961)                           | Wohnhaus (ehemalige Hufschmiede) KGS-Nr.: 15359                          | B    | G   | Winkelstrasse 1 664149 / 265666                         |              |
| ja   | Datei hochladen · Wikidata zu Römisch-katholische Pfarrkirche (Q29575956)                            | Römisch-katholische Pfarrkirche KGS-Nr.: 15841                           | B    | G   | Unterendingen, Alte Surbtalstrasse 26.1 664211 / 266656 |              |
| BW   | Datei hochladen · Wikidata zu Burgwiese (Fundamente einer mittelalterlichen Wasserburg) (Q105378466) | Burgwiese (Fundamente einer mittelalterlichen Wasserburg) KGS-Nr.: 15842 | B    | F   | Unterendingen, Surbtalstrasse 664071 / 266399           |              |

## Übrige Baudenkmäler
| ID | Foto |                 | Objekt                    | Typ | Standort                      | Beschreibung |
| -- | ---- | --------------- | ------------------------- | --- | ----------------------------- | ------------ |
|    | ja   | Datei hochladen | Surbbrücke am Mühleweg    | G   | Mühleweg 664450 / 265218      |              |
|    |      | Datei hochladen | Grenzstein Schoren (1695) | K   | Koordinaten fehlen! Hilf mit. |              |
|    |      | Datei hochladen | Wegkreuz Loohof           | K   | Koordinaten fehlen! Hilf mit. |              |
|    |      | Datei hochladen | Wegkreuz Firsthalde       | K   | Koordinaten fehlen! Hilf mit. |              |

Legende: Siehe Legende der Liste der Kulturgüter von nationaler und regionaler Bedeutung. Anstelle der KGS-Nummer wird als Objekt-Identifikator (ID) die Inventar- oder Gebäudenummer in der Bau- und Nutzungsordnung der Gemeinde verwendet.